# N´avoue jamais
"N'avoue jamais" ("Nunca admita") foi a canção que representou a França no Festival Eurovisão da Canção 1965 que teve lugar em Nápoles em 20 de março desse ano. 
A referida canção foi interpretada em francês por Guy Mardel. Foi a décima-primeira canção a ser interpretada na noite do evento, a seguir à canção sueca "Absent Friend, interpretada por Ingvar Wixell e antes da canção portuguesa "Sol de Inverno, cantada por Simone de Oliveira. Terminou a competição em terceiro lugar (entre 18 concorrentes), tendo recebido um total de 22 pontos. No ano seguinte, a França, em Festival Eurovisão da Canção 1966 fez-se representar com a canção "Chez nous", interpretada por Dominique Walter.

## Autores
- Letrista: Guy Mardel
- Compositor: Françoise Dorin
- Orquestrador: Franck Pourcel

## Letra
A canção é cantada como aviso às jovens mulheres, com Mardel aconselhando-as a nunca admitirem os seus sentimentos aos seus amantes. Ele entende que "você tem de gerar dúvida para colher amor" - por outras palavras, a mulher poderá receber amor se não mostrar abertamente que ama.

## Outras Versões
- "Jamás, jamás" (castelhano)
- "Non dire mai" (italiano)